# Difluoreto de criptônio
O difluoreto de criptônio é um composto de criptônio de fórmula química KrF2, formado pela reação do gás Kr com F2 em condições especiais, tais como descargas elétricas de uma mistura dos dois gases em baixa temperatura (-150º C) , irradiação ultravioleta de uma mistura de flúor com Kr sólido, etc.. É a única molécula neutra e estável contendo criptônio; as demais são instáveis, carregadas ou transientes. É um sólido branco, poderoso agente oxidante e de fluoração, que reage vigorosamente com várias substâncias liberando criptônio gasoso e compostos de flúor. Embora seja uma molécula estável, o KrF2 se decompõe espontaneamente nos elementos constituintes à temperatura normal. Ele é capaz de oxidar diretamente o xenônio gasoso a XeF6:
3KrF2 + Xe --> XeF6 + 3Kr
KrF2 oxida o pentafluoreto de bromo a´compostos com o íon extremamente reativo [BrF6]+ (que contem Br com nox +7), além de reagir com o ouro oxidando-o até o estado de oxidação +5, extremamente raro para o elemento:

7 KrF2 (g) + 2 Au (s) --> 2  KrF+AuF6- + 5 Kr (g)
O composto formado se decompõe a 60°C gerando pentafluoreto de ouro (AuF5) e liberando Kr gasoso:
KrF+AuF6- --> AuF5 + Kr + F2